# São Julião (Valença)
São Julião est une ancienne freguesia (paroisse) de la municipalité de Valença, dans le district de Viana do Castelo, au Portugal.
En 2011, São Julião possède une superficie de 5,49 km2 et une population de 363 habitants, soit une densité de 66 hab./km2.
C'est sur son territoire que se situe la tour médiévale de Silva, à l'origine du nom et de la famille aristocratique médiévale des Silva.
La paroisse de São Julião est supprimée par la loi no 11-A/2013 du 28 janvier 2013 portant réorganisation administrative du territoire des freguesias et rejoint l'União das freguesias de São Julião e Silva, en fusionnant avec Silva. Le siège de cette união das freguesias se trouve à São Julião.